# 張我續
張我續（1560年—？），字胤祧，號涵月，直隸廣平府邯鄲縣人，軍籍，明朝政治人物。

## 生平
萬曆七年（1579年）己卯科順天鄉試第十九名舉人，八年（1580年）聯捷庚辰科會試第一百八十三名，三甲第一百六十一名進士。刑部觀政，本年授嵩县知县，十四年行取，擢礼部主事，丁憂归乡。十七年复除本部，二十年升祠祭司员外郎，二十一年升本司郎中，二十二年调儀制司，十月升陕西按察司副使，二十三年六月调任河南副使、提督学政，二十六年升山西右参政，十月丁父忧。
萬曆三十年降为山西河東道右参议，三十二年（1604年）升本省副使，三十三年七月调分守口北道，三十五年六月加升山西按察使管参政事，三十七年五月升山西右布政使，三十八年考察降调。四十二年叙边功，复升原职，四十四年补河南右布政使，四十五年四月升山西左布政使，四十七年九月升光禄寺卿，四十八年八月明光宗即位，升都察院右副都御史、巡抚河南提督军务。
天啓元年（1621年）十二月，升兵部右侍郎兼都察院右佥都御史、总督四川贵州云南湖广广西等处地方提督军务，驻札顺庆府调度，铸给关防，仍赐尚方剑便宜行事，主持征讨奢安之乱。三年（1623年）被弹劾去职，五年（1625年）正月以原官起用，因侵用饷银被东林党弹劾听勘，遂贿赂魏忠贤，七年（1627年）五月起升户部右侍郎，八月以寧錦功加升都察院右都御史、照旧管事，又以大工加恩，改户部尚书，加太子太傅，照旧管事。
崇禎元年（1628年）七月，山西道御史黄宗昌疏劾逆党遗奸五人户部尚书张我续、通政使岳骏声、工科右给事中潘士闻、南京总督粮储侍郎吕图南、广西道御史王珙，张我续被削籍为民。

## 家族
曾祖張滕；祖父張繡，旌表孝子，壽官 贈將仕郎兵科給事中；父張國彥，刑部尚書。母蔚氏。具慶下。兄張我繼、張我繩，弟張我縫、張我繗，從兄張我承（儒士），義弟張我慈。